# Eidophasia syenitella
Eidophasia syenitella é uma espécie de insetos lepidópteros, mais especificamente de traças, pertencente à família Plutellidae.
A autoridade científica da espécie é Gottlieb August Wilhelm Herrich-Schäffer, tendo sido descrita no ano de 1854.
Trata-se de uma espécie presente no território português.